# 제7회 부천국제애니메이션페스티벌
제7회 부천국제애니메이션페스티벌은 2005년 11월 4일에 열린 시상식이다.

## 수상 및 후보

### 본상- GRAND Prize
- 형이상학적 나비 효과의 예술적 표현 - 박기완 수상

### 본상- RECOMMENDATION Prize
- 회색거리 - Eugene FOO 수상

### 본상- TREND Prize
- 스노우 바디 - Kai PANNEN 외2명 수상

### 본상- NOTICE Prize
- 포기 - Wang QIANG 수상

### 본상- VISION Prize
- 싱글 페이퍼 - 탱밍 창 수상

### 본상- MEMORIAL Prize
- 나를 찾아서 - 안길라 스테픈 수상

### 특별상- 유광선 상
- 너무나 바쁜 그녀의 손 - 강소영 수상
- 여자목욕탕 - 김의정 수상

### 특별상- 공주영상정보대학장 상
- 세 번 만남과 한번의 사랑 - 류승미 외1명 수상

### 특별상- 부천대학장 상
- 허스토리 - 김영진 외3명 수상

### 특별상- 유한대학장 상
- 비상구 - 김동한 수상

### 특별상- 경기디지털콘텐츠진흥원 상
- 화가 - 최현주 수상

### 특별상- 농협부천시지부장 상
- 카시코키모노 - Takahiro HAYAKAWA 수상